# ’Ia ora ’o Tahiti Nui
’Ia ora ’o Tahiti Nui (adopté le 10 juin 1993) est l’hymne de la Polynésie française. Il s'agit d'une composition musicale collective, chantée en tahitien à l'occasion des manifestations publiques et officielles.

## Histoire

### Organisation d’un concours
Le 25 août 1983, le Conseil de gouvernement de Polynésie française, présidé par Gaston Flosse, décide d'organiser un concours pour le choix d'un pehe ’āi’a mā’ohi, « hymne territorial polynésien »,. Ce concours est ouvert aux personnes originaires de Polynésie ou y résidant de façon continue depuis 10 ans minimum. Les critères de sélection sont « les divers aspects des valeurs mā’ohi et de la conscience polynésienne inspirée des traditions ».  
Le 6 septembre 1984, le parlement français adopte une loi modifiant le statut de la Polynésie française qui la laisse « détermine[r] librement les signes distinctifs permettant de marquer sa personnalité dans les manifestations publiques et officielles ».
Le 19 novembre 1984, le gouvernement modifie les conditions du concours et fixe la proclamation des résultats au 1er juin 1985. 
Pendant 8 ans, le concours ne progresse pas. 
Le 4 juin 1992, l’assemblée de la Polynésie française rouvre le concours, fixe la date limite de dépôt des œuvres, les membres et dates de réunion du jury, la date de proclamation des résultats, ainsi que la consultation de l'assemblée.

### Adoption et évolution
Le 10 juin 1993, l’assemblée de la Polynésie française adopte cette composition musicale comme « hymne territorial de la Polynésie française ». Le 22 mars 2016, elle pénalise l'outrage à l’« hymne de la Polynésie française » et supprime le qualificatif « territorial », devenu obsolète depuis la révision constitutionnelle du 28 mars 2003.
L’hymne de la Polynésie française est chantée à l’occasion de la fête de l’Autonomie et des manifestations publiques et officielles. Le 17 juin 2019, sur instruction du président de la Polynésie française Édouard Fritch, la Direction générale de l'éducation et des enseignements de la Polynésie française diffuse sur YouTube plusieurs versions de l'hymne, dont une version polyphonique interprétée par les élèves de l'école élémentaire de la commune de Pueu, destinée à être utilisée lors des cérémonies officielles.

## Paroles
Les paroles officielles en tahitien sont collectivement de Maeva Bougues, Irmine Tehei, Angèle Terorotua, Johanna Nouveau, Patrick Amaru, Louis Mamatui, Jean-Pierre et Pierre Célestin Nouveau. Lorsqu'elles sont diffusées, elles sont souvent accompagnées d'une traduction en français. Ils ont décidé d'un commun accord de céder au Pays leurs droits d'auteur.

### Paroles officielles en tahitien
« ’Ua rahu te Atua (i) tō’u ’āi’a
Hono no’ano’a ō te motu rau
Heihei i te pua ri’i au ē
E firi nape mōrohi ’ore
’O tā’u ïa e fa’ateniteni nei.
Te tūoro nei te reo here
Ō te hui’a
’A hi’i tō aroha
’Ia ora ’o Tahiti Nui ē. »

— Bougues et al. , 
’Ia ora ’o Tahiti Nui

### Traduction en français
« Mon pays est né de Dieu
Collier d’îles multiples
Aux délicates senteurs
Reliées d’une tresse immortelle
Aujourd’hui je te loue.
Voici que s’élève la voix
De tes enfants
Répands ton amour
Pour que vive Tahiti Nui. »

— Bougues et al.
(traduit du tahitien), 
’Ia ora ’o Tahiti Nui

### Sens des paroles
Le toponyme Tahiti Nui, qui se traduit en français par la « Grande-Tahiti », doit être compris comme une acception politique désirée par une partie des personnalités politiques de Polynésie. Il désigne l'ensemble des territoires insulaires contigus à l'ile de Tahiti, qui forment la Polynésie française actuelle.

## Partitions de musique
|               |
| Première page |

|              |
| Seconde page |